# Первая марка Республики Беларусь
Первая марка Республики Беларусь — почтовая марка Белоруссии с изображением древнего креста Евфросинии Полоцкой, номиналом в 1 рубль. Марка выпущена в обращение 20 марта 1992 года.

## Описание
В центре марки, на красном фоне, изображён крест Евфросинии Полоцкой, слева от изображения креста надпись бел. «Крыж Ефрасінii Полацкай. XII ст.». Над изображением креста, в белорусском орнаменте, надпись «1992». Под изображением креста надписи «Беларусь», латиницей «Belarus’» и номинал «1.00».
В день выпуска марки было произведено спецгашение штемпелем «Первый день» с фиксированной датой и выпущен конверт первого дня (КПД).

## Сюжет
Марка посвящена древнему искусству Беларуси. Крест был изготовлен по благословению Евфросинии Полоцкой мастером Лазарем Богшей в 1161 году. Крест был утерян в годы Великой Отечественной войны.

## Переиздания и надпечатки
- 25 сентября 1992 — «Крест Евфросинии Полоцкой»; повторение рисунка и цвета марки № 1 с дополнительным текстом «1000-годзе беларускай праваслаўнай царквы» («1000-летие белорусской православной церкви»)[3].
- 8 декабря 1997 — «Крест Евфросинии Полоцкой»; надпечатка на марке № 1 текста «Узноўлены i асвечаны ў верснi 1997» и нового номинала «3000»[4].

## Памятное спецгашение
В 2012 году в честь 20-летия выпуска первой марки Республики Беларусь было произведено памятное спецгашение в городах Минске и Гродно.